# جیکوب اپستین
سر جیکوب اِپستین (انگلیسی: Sir Jacob Epstein؛ KBE ۱۰ نوامبر ۱۸۸۰ – ۱۹ اوت ۱۹۵۹) مجسمه‌ساز بریتانیایی متولد ایالات متحده آمریکا بود.
او در سال ۱۹۰۲ به پاریس رفت؛ و سپس در سال ۱۹۰۵ در انگلستان اقامت گزید. با ساختن هجده پیکرهْ نیمه برجسته برای بنای انجمن پزشکی بریتانیا به شهرت رسید. مجسمه‌های او به سبب از شکل افتادگی و حالت بدویشان، غالباً اعتراض منتقدان و مردم را بر می‌انگیختند. آثار متاخرش قالبی سنتی تر دارند. (مثلاً مسیح پر شکوه، ۱۹۵۳–۱۹۵۷) سردیس‌های مفرغی که از کودکان و بزرگان معاصرش ساخته است،
از بهترین آثار او به شمار می‌آیند. از جمله دیگر آثارش: آدم (۱۹۳۷–۱۹۳۹)؛ یعقوب و فرشته(۱۹۴۰)

## نگارخانه

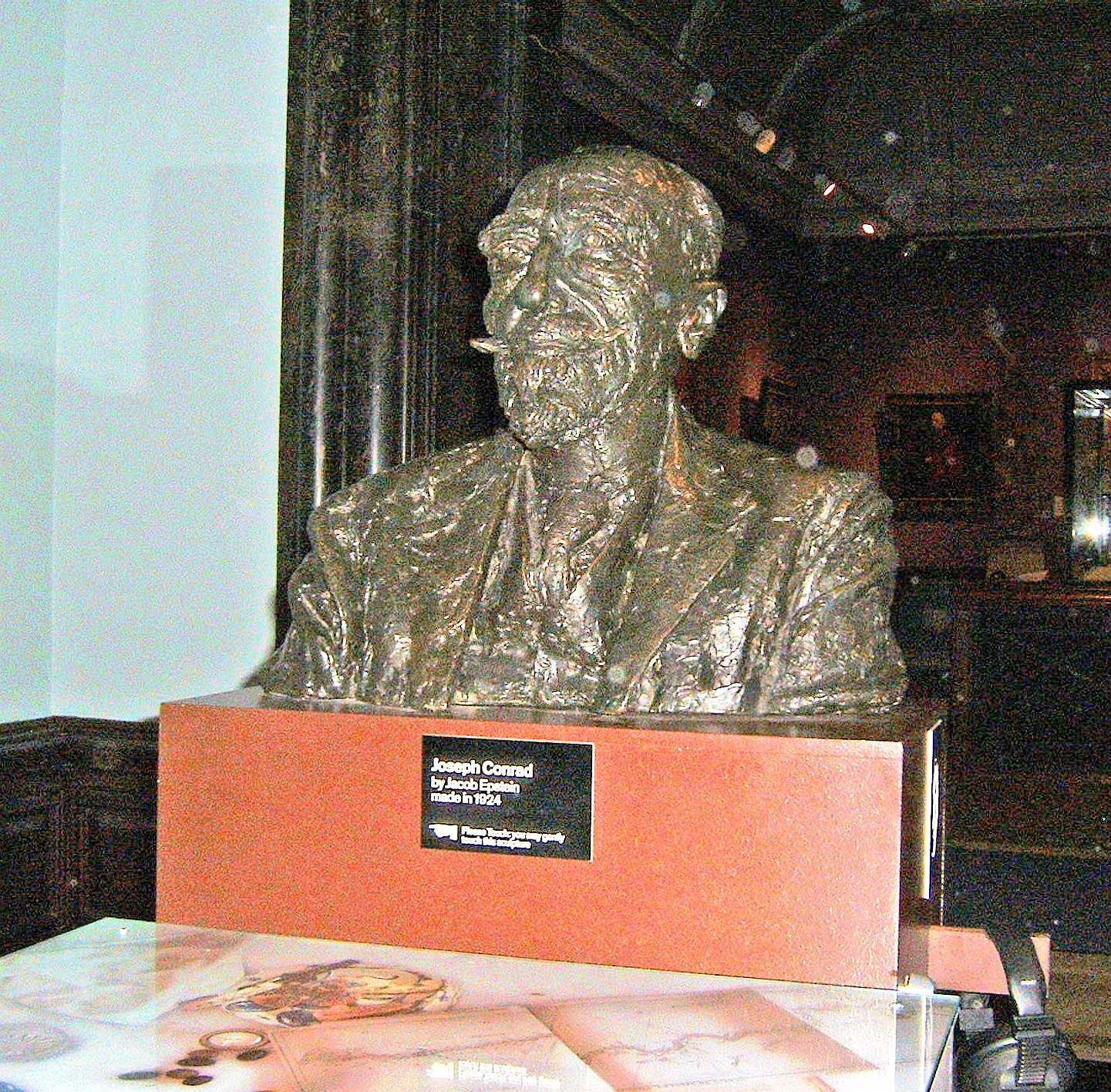
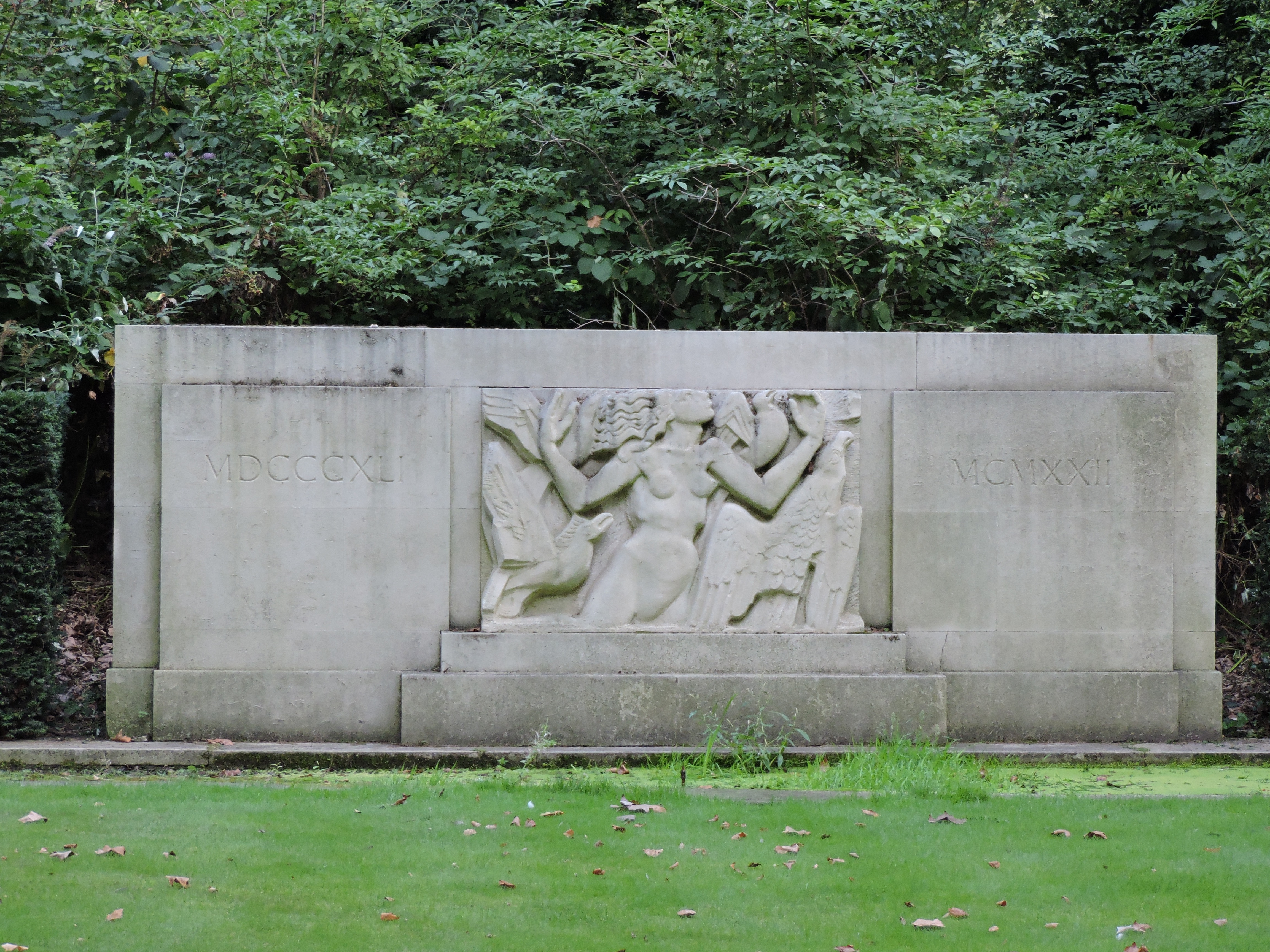
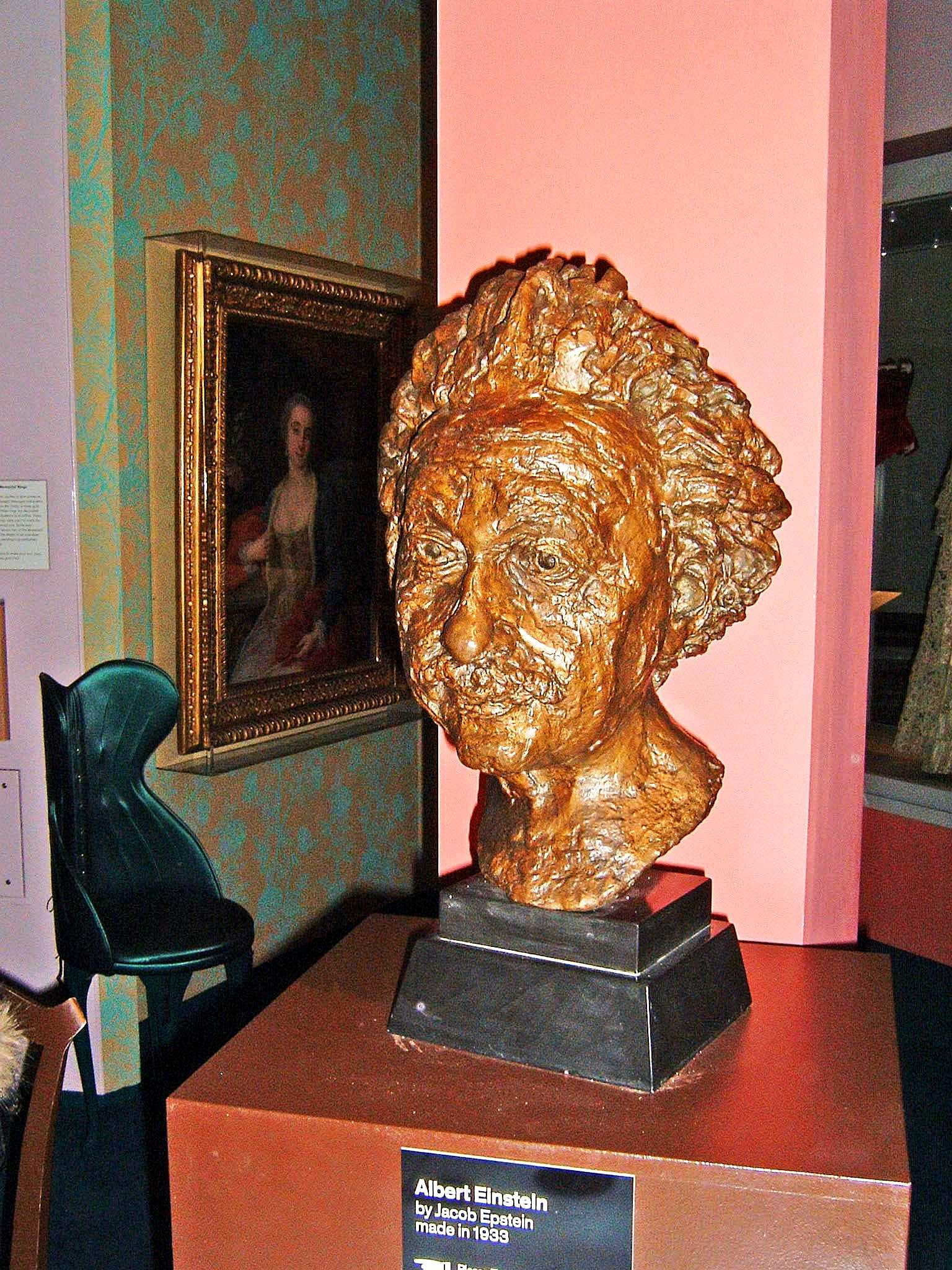
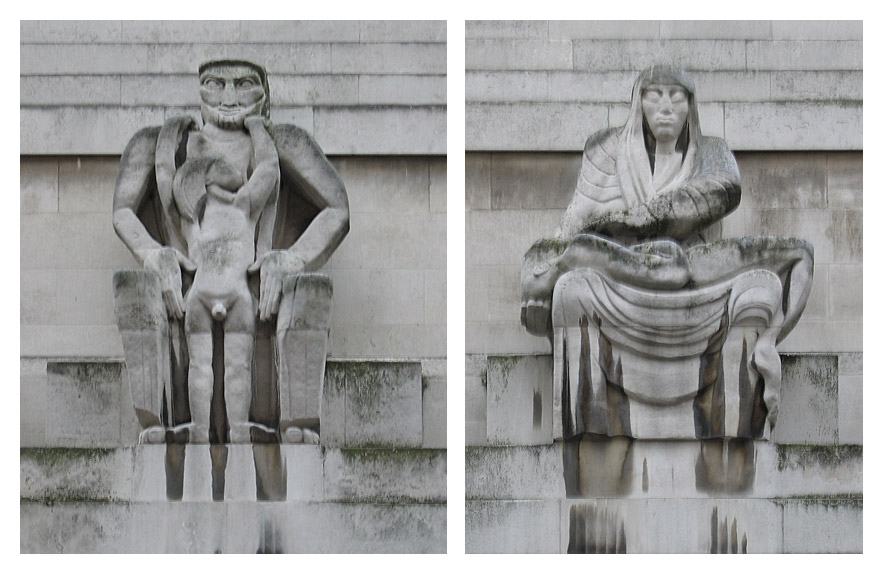
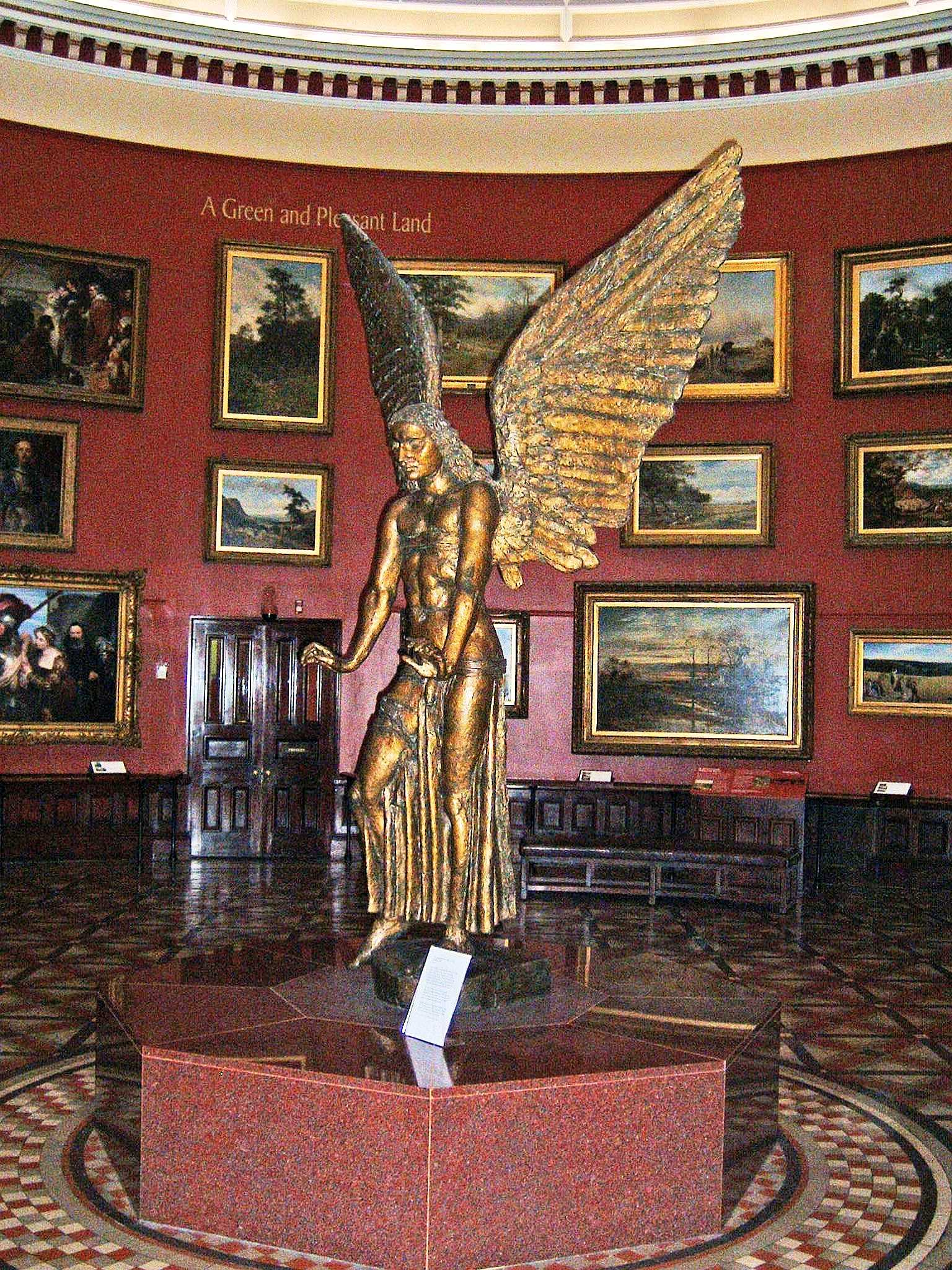
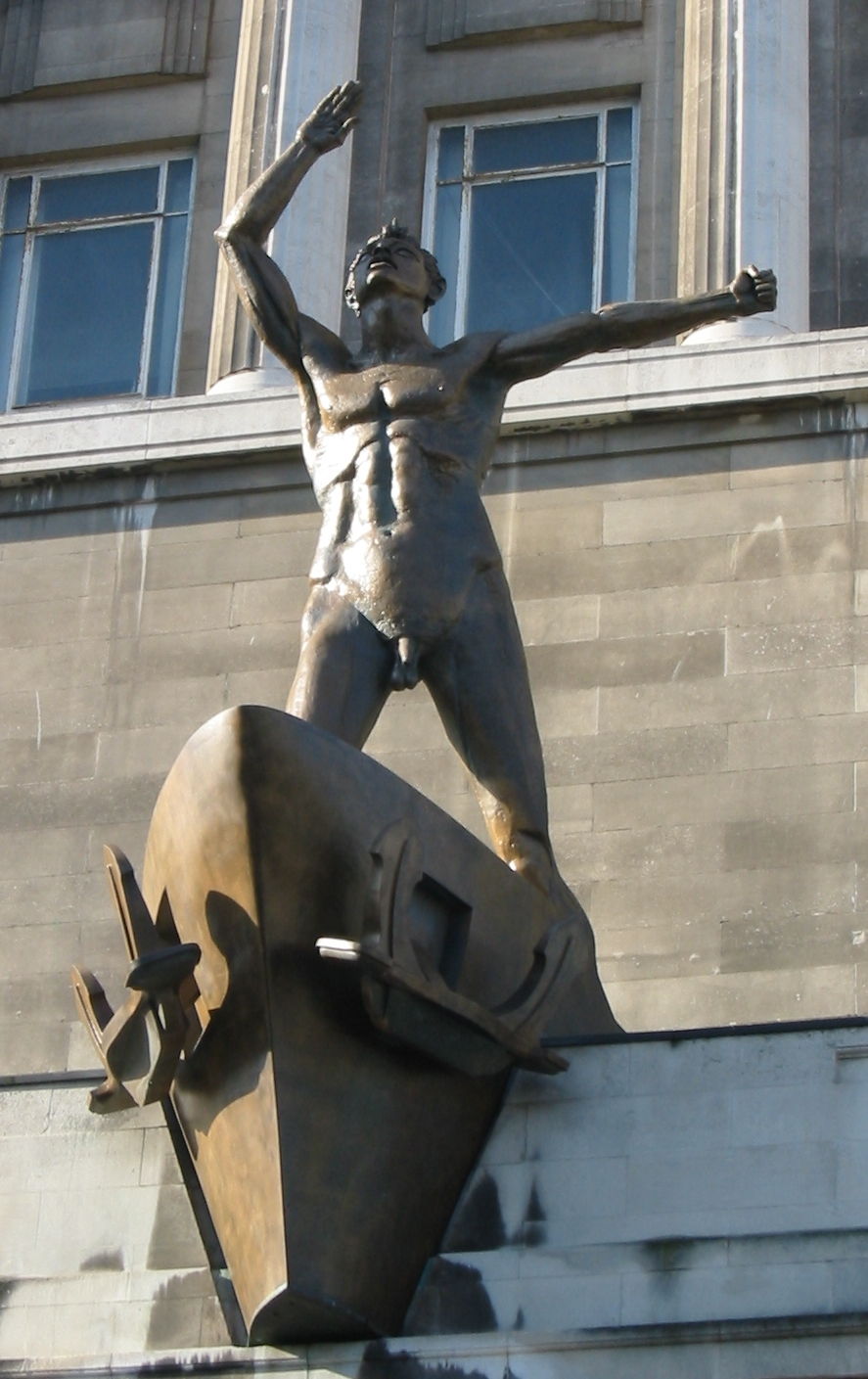
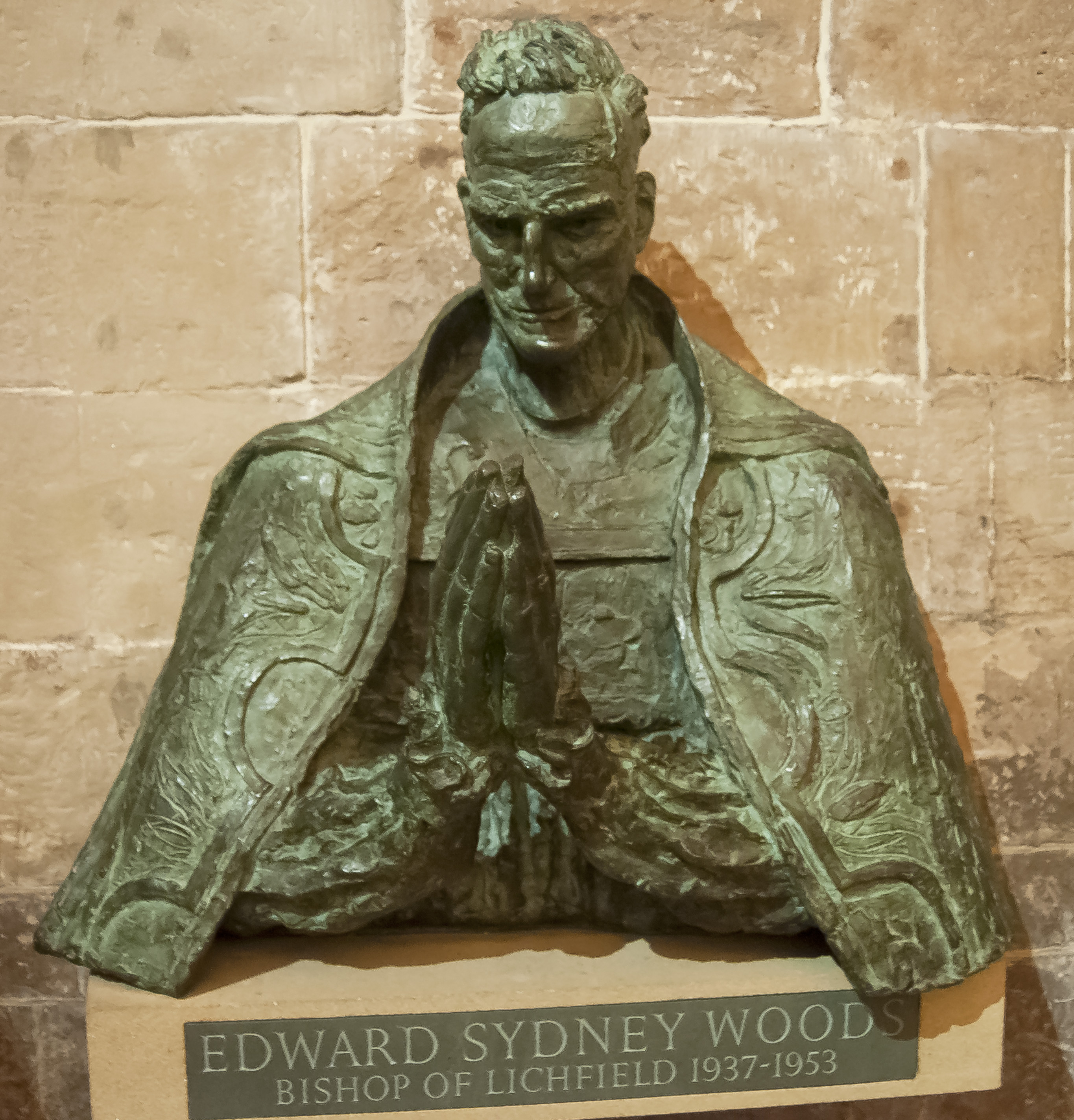
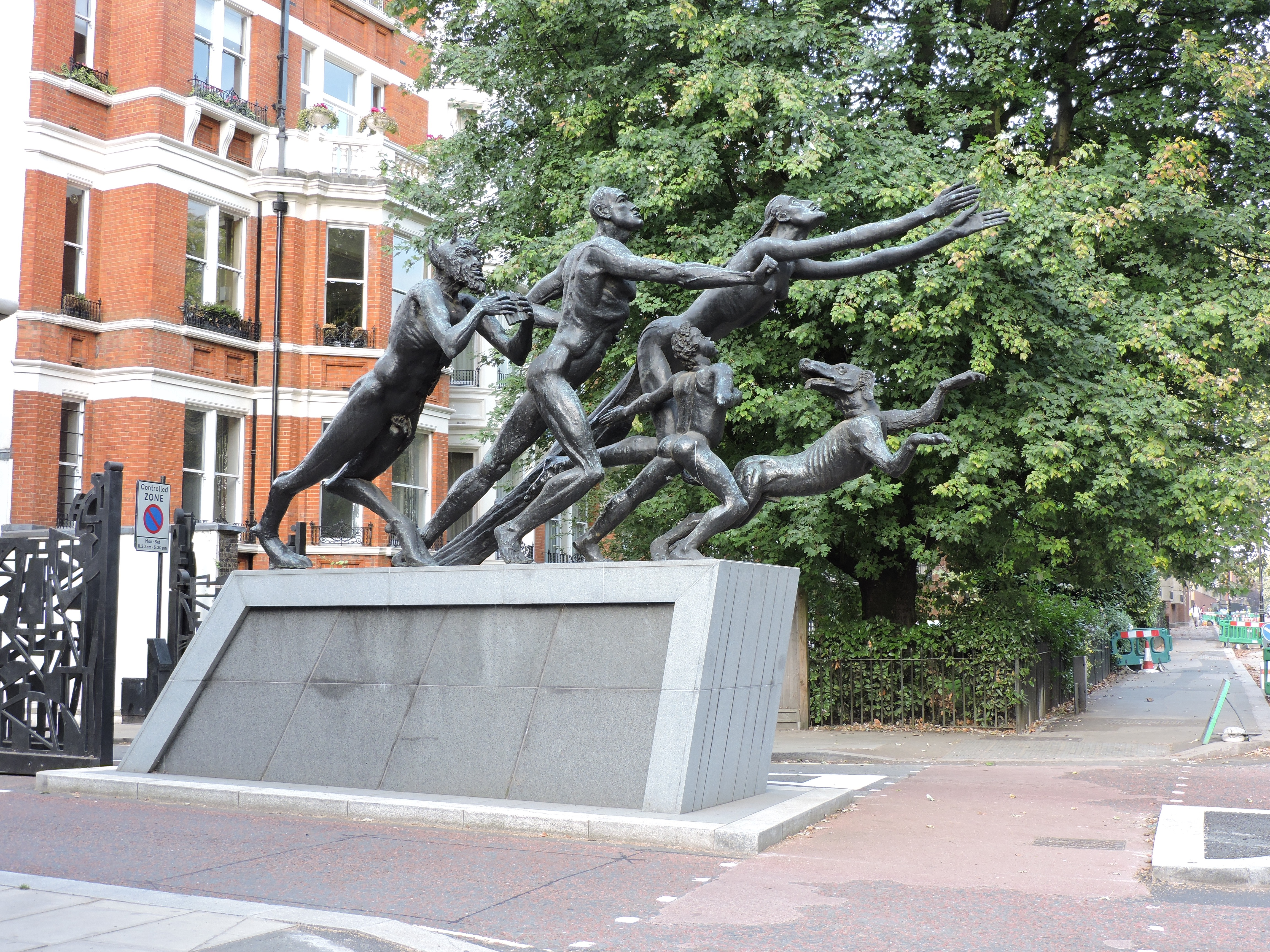
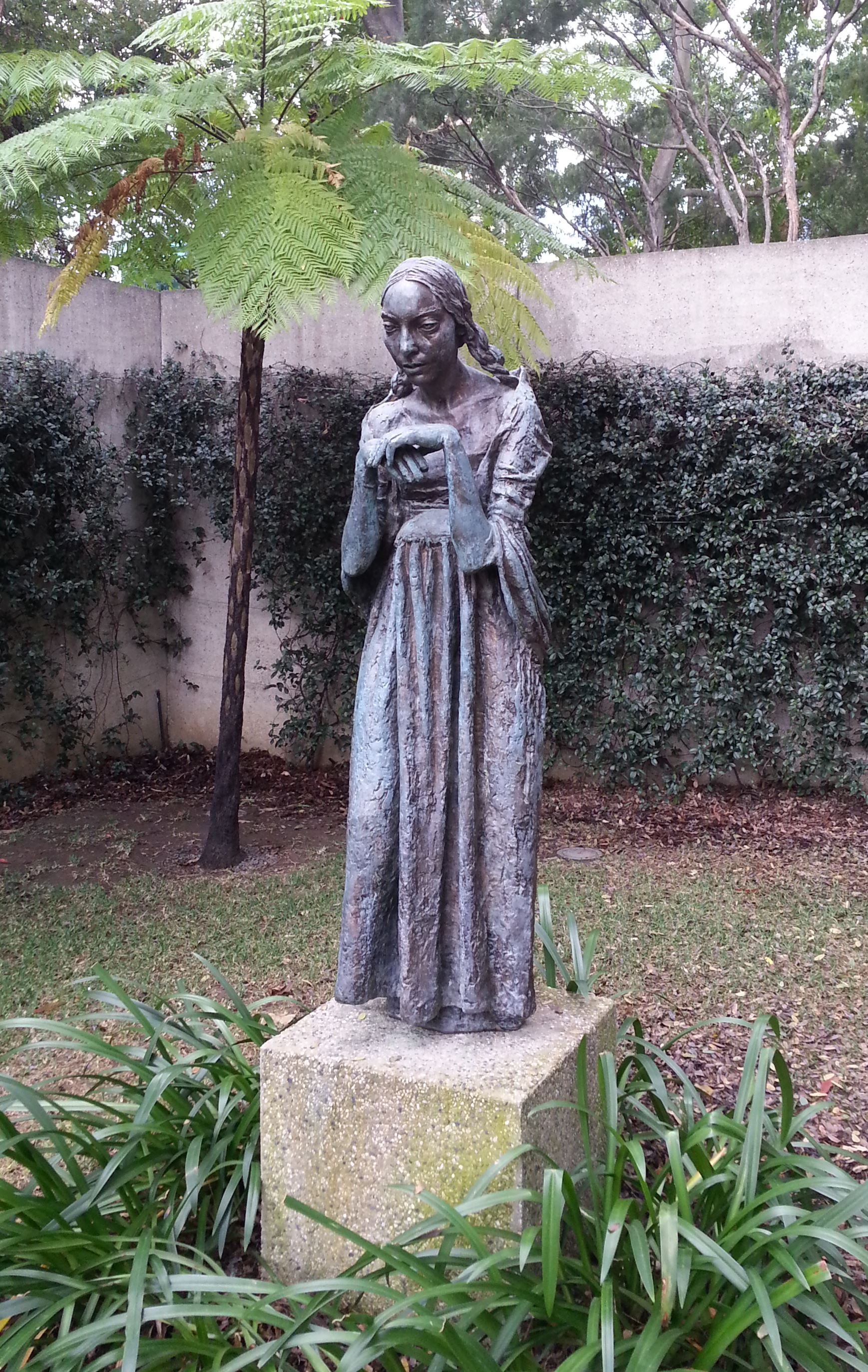